# Валя-Менестірій (Алба)
Валя-Менестірій (рум. Valea Mănăstirii) — село у повіті Алба в Румунії. Входить до складу комуни Римец.
Село розташоване на відстані 288 км на північний захід від Бухареста, 25 км на північ від Алба-Юлії, 53 км на південь від Клуж-Напоки.

## Населення
За даними перепису населення 2002 року у селі проживали 172 особи, усі — румуни. Усі жителі села рідною мовою назвали румунську.